# 六張犁社會住宅
六張犁社會住宅為臺灣臺北市信義區六張犁的一處社會住宅，其基地原為國防部陸軍保養廠。臺北市政府預計興建「六張犁A、B區社會住宅」；於2018年9月動工，預計2024年完工；「六張犁D、E區社會住宅」由國家住宅及都市更新中心規劃。

## 前身
六張犁社會住宅的基地在日治時期1942年4月設立的「臺灣總督府陸軍志願兵訓練所」，招收17歲以上的男性，訓練志願從軍者的身心。二戰後，此處由陸軍後勤司令部兵工署進駐，作為北部地區陸軍部隊輪型車輛的五級保養廠，簡稱陸軍保養廠，軍方後來於2005年遷出。

## 介紹
在郝龍斌擔任台北市長期間，即與國防部洽談撥用土地做為公宅一事。在2016年，國防部有償撥用營區北側的A和B基地給臺北市政府，合計1.4公頃。其最初規劃973戶，但由於附近居民不滿其對於交通的衝擊，戶數下修至709戶，但民眾的抗議仍不斷持續。六張犁A區、B區公共住宅由吳昌成聯合建築師事務所和大林聯合建築師事務所設計，並於2018年9月動工，興建3棟地下3層，地上19、21、22層建築物，在低樓層設置店舖與公共設施，預計在2024年完工。營區內尚有規畫有兩座公園，景勤一號公園與景勤二號公園。D、E基地的社會住宅由國家住宅及都市更新中心開發，而其尚在規劃中；C基地則是由國防部開發。

## 圖庫

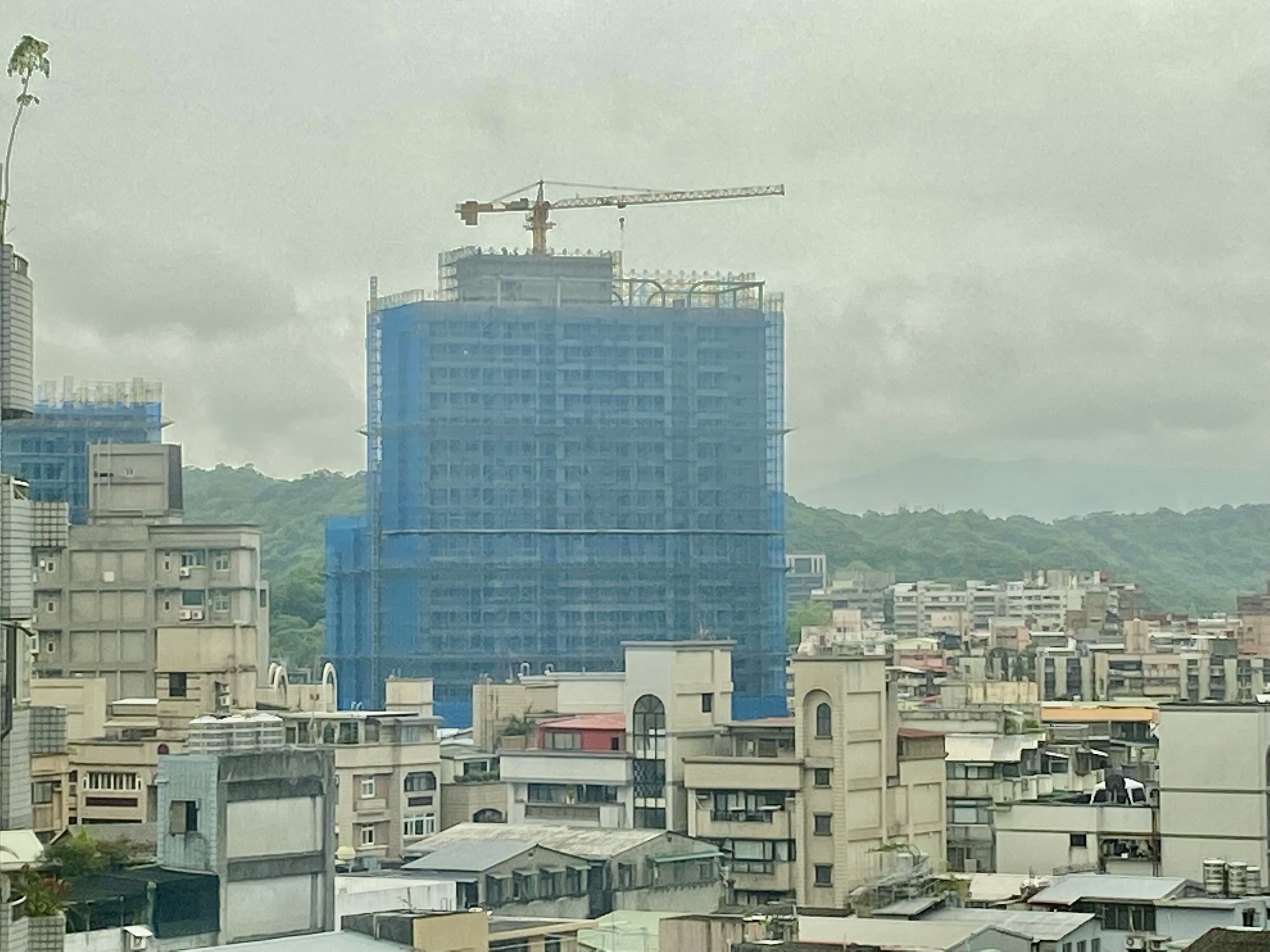
2022年4月工程進度

## 附近
- 臺北醫學大學
- 臺北捷運六張犁站、台北101/世貿站